# Parepilysta puncticollis
Parepilysta puncticollis är en skalbaggsart som beskrevs av Stefan von Breuning 1965. Parepilysta puncticollis ingår i släktet Parepilysta och familjen långhorningar.
Artens utbredningsområde är Filippinerna. Inga underarter finns listade i Catalogue of Life.